# 方力钧
方力鈞（1963年12月4日—），又名力均，河北邯郸人，中华人民共和国画家。在中国当代艺术界颇有影响，也是在国际艺术舞台中最具知名度的中国画家之一。其作品曾在世界各地巡回展出，并被许多知名的画廊和收藏家收藏。他曾在2003年电影《绿茶》（Green Tea）中担任主演与姜文、赵薇等同台演出。

## 生平
1989年毕业于中央美术学院版画系。

## 主要展览
- 1993年《第45届威尼斯双年展》 所在地：意大利威尼斯
- 1993年《中国前卫艺术展》 所在地德国、荷兰、英国、丹麦巡回展出
- 1994年《第22届圣保罗双年展》  所在地：巴西圣保罗
- 1995年《我们的世纪》  所在地：路德维希博物馆，德国科隆
- 1995年个人作品展 Bellefroid画廊  所在地：法国巴黎
- 1995年个人作品展 Serieuse Zaken画廊  所在地：荷兰阿姆斯特丹
- 1996年《中国！》  所在地：德国、奥地利、波兰、丹麦巡回展出
- 1996年《北京，不，不是肥皂剧》  所在地：Marstall画廊 德国慕尼黑
- 1996年《与中国对话》  所在地：路德维希论坛德国
- 1996年《题目》  所在地：广岛现代艺术博物馆 日本广岛
- 1996年《四个交叉点》  所在地：法兰西画廊法国巴黎
- 1996年《大艺术展》  所在地：试验版画特展美术之家德国慕尼黑
- 1998年《黑与白：当代中国》  所在地：英国伦敦
- 1999年《第48届威尼斯双年展》  所在地：意大利威尼斯
- 2000年《二十世纪中国油画展》  所在地：中国美术馆，中国北京上海双年展  所在地：上海美术馆，中国上海
- 2000年个人作品展 所在地：斯民艺苑新加坡
- 2001年《新形象：中国当代绘画二十年》  所在地：中国北京、上海、成都、广州巡回展出
- 2002年首届《广州当代艺术三年展》  所在地：广东美术馆中国广州
- 2001年个人作品展 所在地：亚洲当代艺术，德国柏林
- 2002年个人作品展 所在地：Ludwig Forum，德国
- 2002年个人作品展 所在地：汉雅轩，中国香港
- 2003年《你好，中国？:中国当代艺术展》  所在地：蓬皮杜艺术中心，法国巴黎